# Kremže

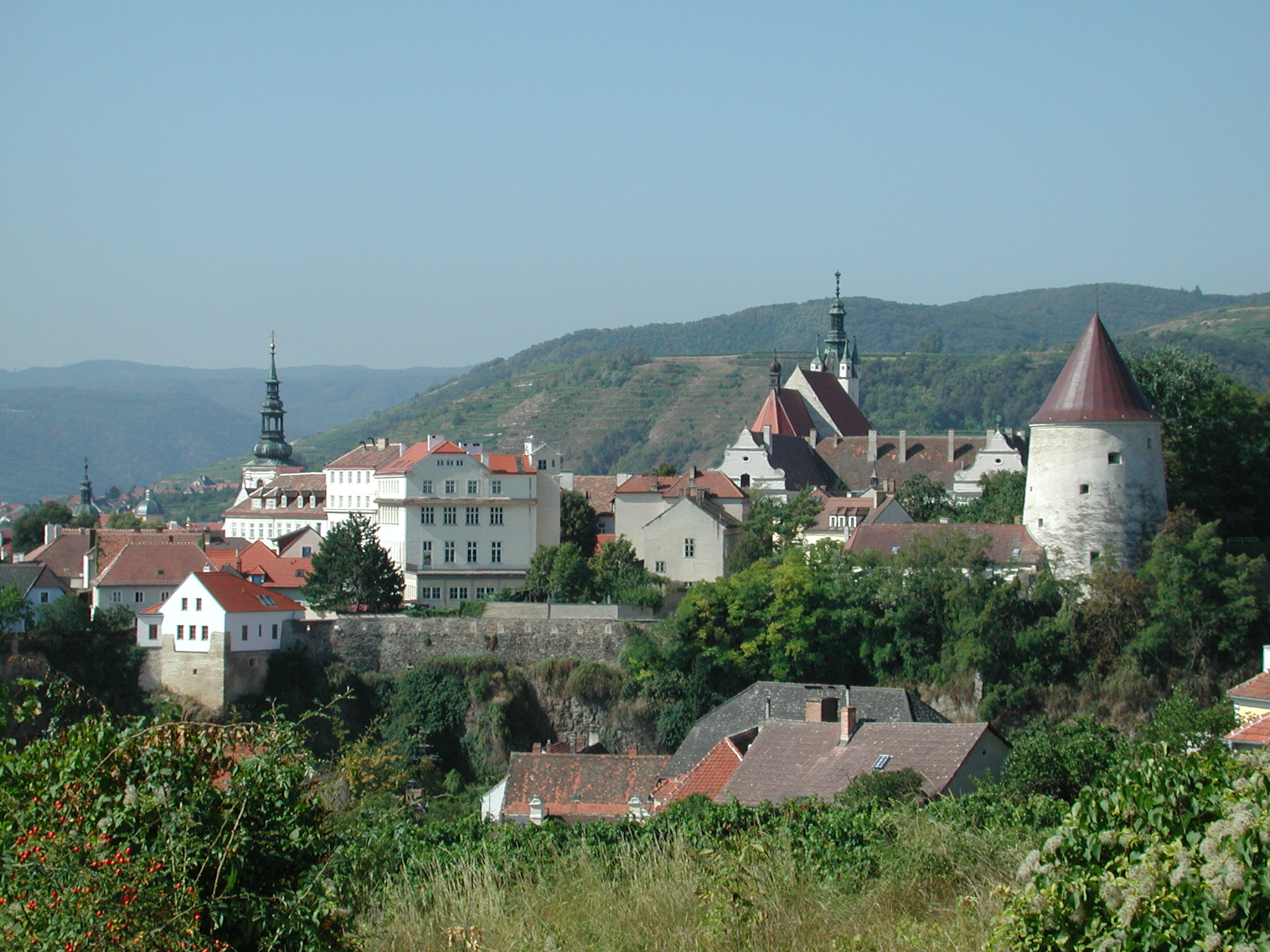
Pohled na staré město

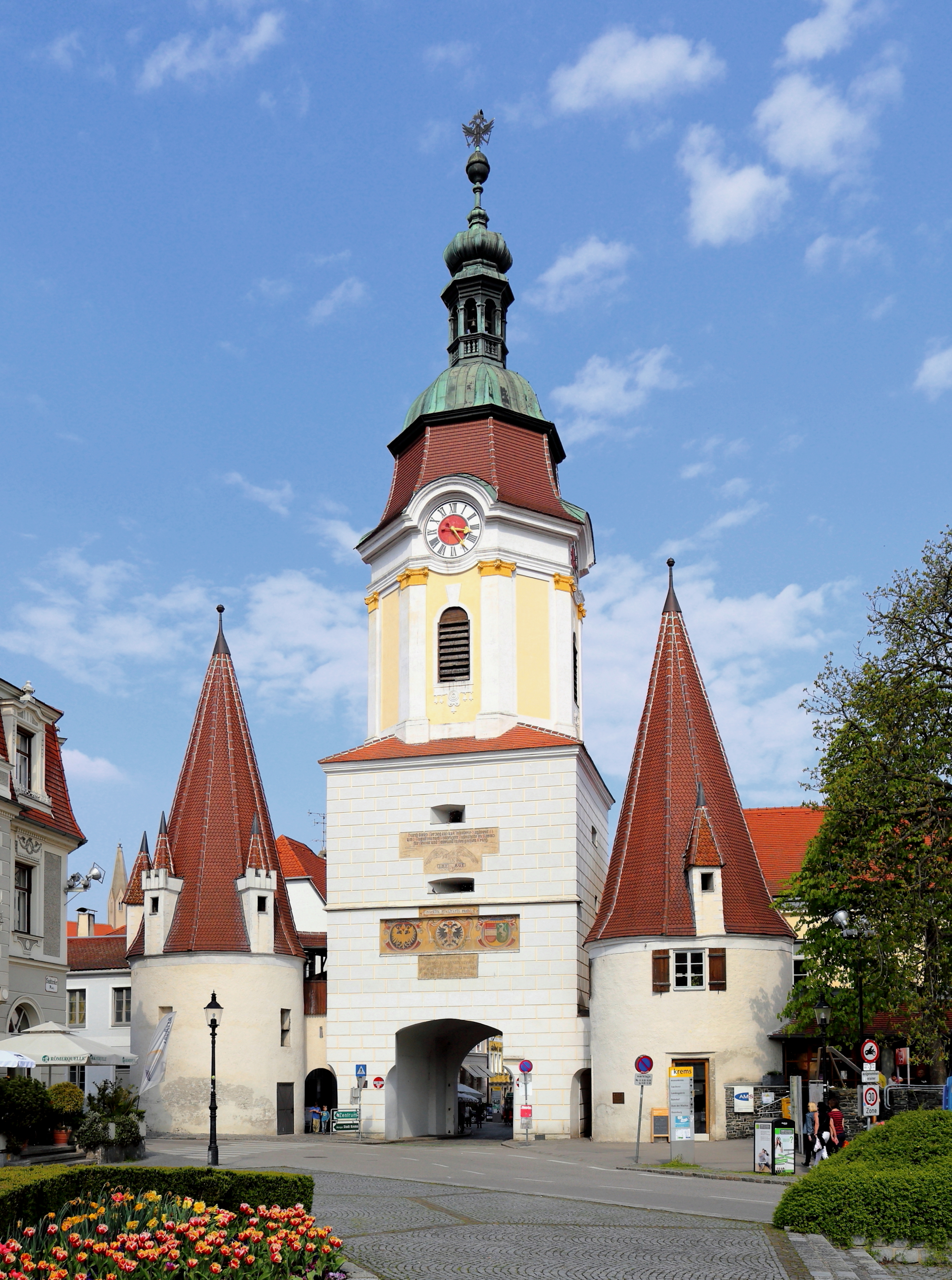
Brána „Steiner Tor“

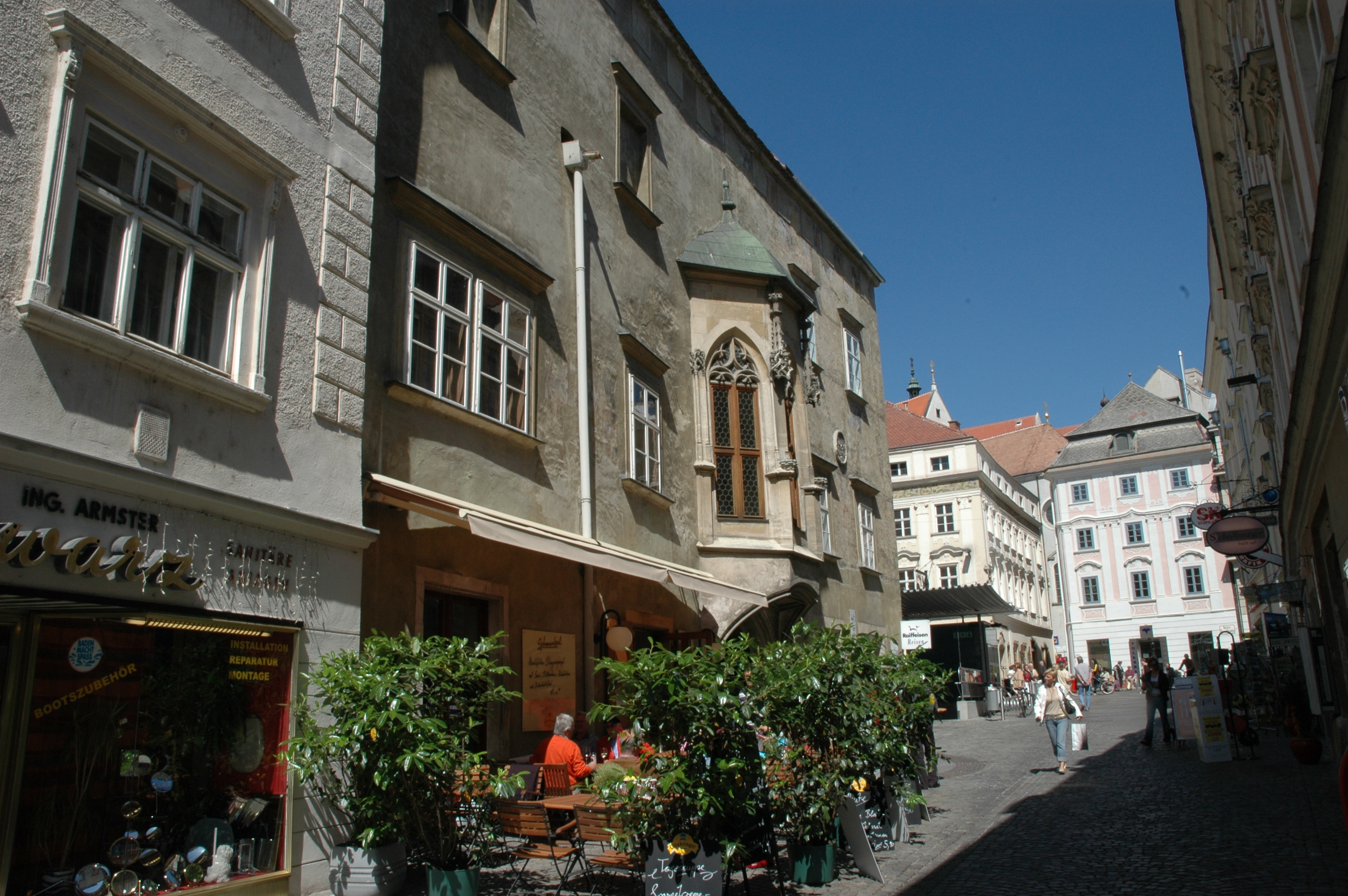
Göglhaus

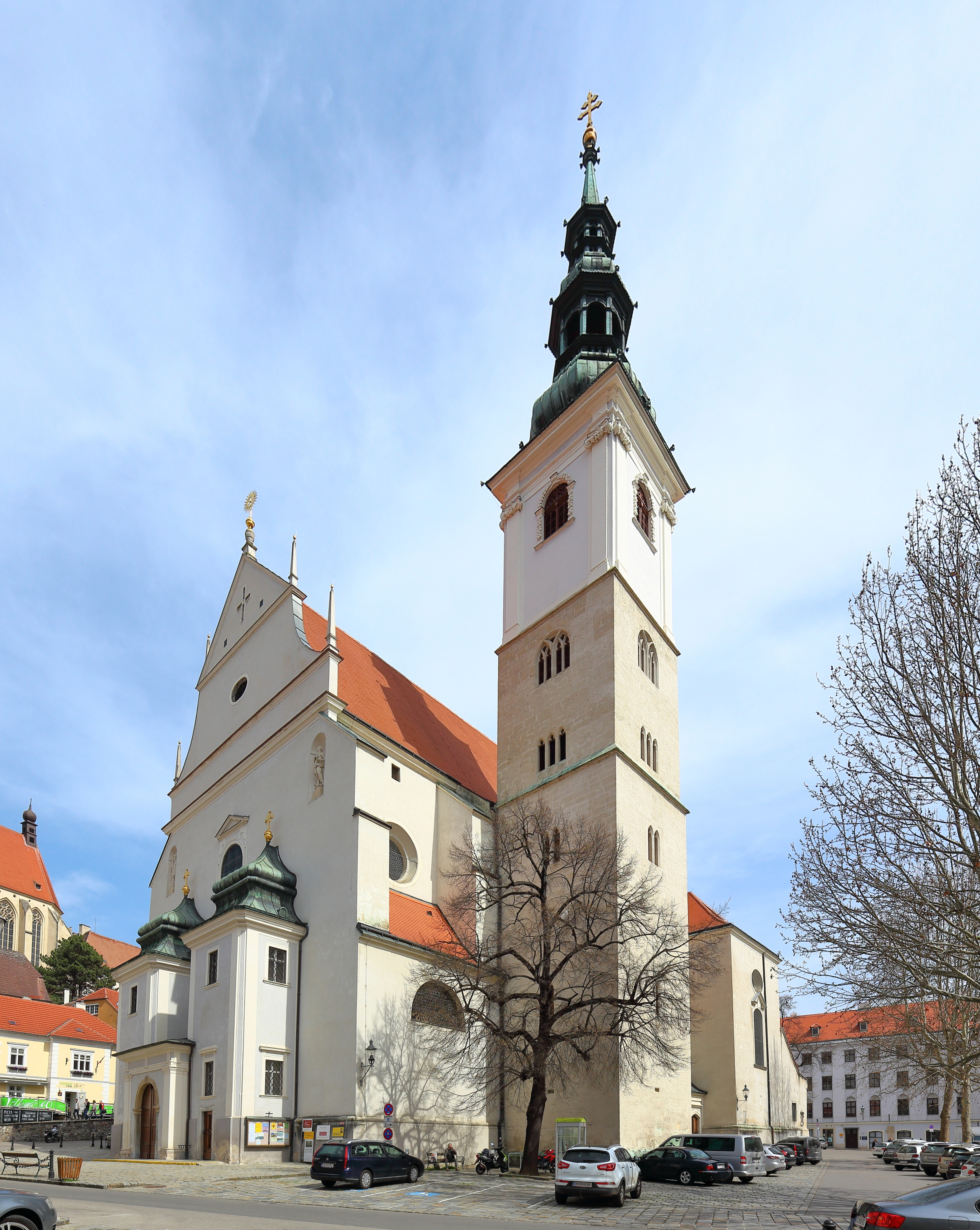
Farní kostel sv. Víta

Kremže (německy Krems an der Donau) je páté největší město Dolních Rakous, přibližně 70 kilometrů západně od Vídně. Je statutárním městem a správním střediskem (nikoli však součástí) okresu Kremže. Kremže má univerzitu a věznici. V roce 2023 zde žilo 25 272 obyvatel a s celkovou rozlohou 51,7 km² byla hustota zalidnění 489,2 obyvatel na km².
Kremžská hořčice (Kremser Senf) skutečně pochází původně z Kremže, ač dnes se již zde nevyrábí.

## Poloha
Město leží v dolním Rakousku, v údolí řeky Dunaj, na soutoku řeky Kremže a Dunaje, na východním konci romantického údolí Wachau a na hranici tzv. Waldviertelu (Lesní čtvrti) směrem na západ a Weinviertelu (Vinné čtvrti), směrem na východ.

## Členění města
- Innenstadt (Vnitřní město)
- Weinzierl
- Mitterau
- Stein and der Donau – původně samostatné město, oddělené městskou bránou
- Egelsee
- Rehberg
- Am Steindl
- Gneixendorf
- Lerchenfeld
- Krems-Süd (Kremže-jih)

## Historie

### Pravěk a starověk
První písemná zmínka o městě Kremži (Urbs Cremisia) pochází z roku 995 a odkazuje k jeho římskému původu. Osídlení území města je však daleko starší. Roku 2005 byl v Kremži na Strážním vrchu (Wachtberg) nalezen dětský hrob z mladšího paleolitu (starý 27 tisíc let), obsahující kostry dvou kojenců, překryté lopatkou mamuta a s bohatými milodary. Spolu s Willendorfskou venuší, která byla nalezena asi o 25 km západněji, jde o jeden z nejstarších archeologických nálezů na území Rakouska.

### Středověk
Přibližně od roku 1000 se na území města usídlili kupci, na jejichž ochranu zde byl vystavěn strážní hrad a roku 1014 založen farní chrám, jehož patronem je svatý Vít. Ve středověku byla Kremže důležitým řemeslnickým a obchodním centrem, především obchodu se solí. Zásadní význam pro rozvoj města mělo období vlády českého krále Přemysla Otakara II., kdy byly ve stylu rané gotiky dobudovány kostely dominikánů (místní část Kremže) a ve Steinu minoritů, který byl prvním klášterem tohoto řádu, založeným severně od Alp. Honosné domy si zde začali stavět městští či dvorští úředníci. Nejvýznamnější a nejlépe dochovaný věžový dům Gozzoburg patřil královskému soudci Gozzovi. Uvnitř jsou k vidění raně gotické klenby a nástěnné malby, mezi nimi i nejstarší známé vyobrazení českého lva, znaku Českého království a moravské orlice, znaku Moravského markrabství. Druhým vrcholem rozkvětu tohoto středověkého města bylo období vlády císaře Fridricha III. ve 3. čtvrtině 15. století, kdy město získalo soudní pravomoc a znak. Z této doby se dochoval městský špitál s Fridrichovým emblémem AEIOV vytesaným nad vchodem.

### Raný novověk
V 16. století zde proběhla náboženská reformace a celé město bylo protestantským centrem kraje. Proti heretikům povolal hrabě Michael Adolf z Althannu roku 1616 jezuity, jejichž klášter po zrušení převzali piaristé, kteří dodnes vedou zdejší piaristické gymnasium. 
Již roku 1612 se ve městě na obranu protireformace usídlili také kapucíni. Klášter kapucínů zvaný Und slouží od svého zrušení v roce 1783 jako vinařské centrum, v kostele je stylová vinárna.
Koncem třicetileté války v roce 1645 město dobyla švédská armáda pod vedením vojevůdce, generála a polního maršála Lennarta Torstensona (1603–1651), při tažení na Vídeň. 
Dne 11. listopadu 1805 se nedaleko Kremže pod hradem Dürnsteinem střetla císařská vojska s napoleonskou armádou pod vedením generála Mortiera.

### 19.– 20. století
Na okraji území byla počátkem 19. století objevena ložiska uhlí, nad nimiž byl po roce 1850 zbudován hnědouhelný důl, který se rozsahem nemohl rovnat severočeským ani slezským dolům, ale patřil k ojedinělým v Rakousku. Roku 1872 byla Kremže napojena na rakouskou železniční síť.
Za Třetí říše byla Kremže připojením okolních obcí výrazně zvětšena, a také díky průmyslu se formálně stala metropolí Dolnodunajské župy, v jejímž rámci se z ní stal městský okres. Po druhé světové válce se proto stala statutárním městem. Město utrpělo bombardováním 6. dubna 1945, kdy bylo zničeno nádraží a zahynulo 106 místních občanů, jejich památce byl v minoritském kostele ve Steinu zbudován památník.

## Současnost
V roce 2000 byly obě historické čtvrti Křemže a Steinu a společně s údolím Wachau prohlášeny součástí Světového dědictví UNESCO. 
Roku 1990 byla v budově někdejší Tabákové režie založena Dolnorakouská univerzita postgraduálního studia. Při ní byl v roce 2005 vystavěn univerzitní kampus pro tři fakulty, z nichž největší je fakulta medicíny. Pod univerzitou byla v 80. letech 20. století byla budova dosavadního vězení z roku 1850 (někdejšího kláštera redemptoristů) přestavěna a dostavěna na jednu z největších a nejmodernějších věznic v Rakousku, zahrnující také uměleckořemeslné dílny a prodejnu výrobků vězňů pro veřejnost.
Město je již 500 let proslulé svou kremžskou hořčicí, a také kremžskou olovnatou bělobou.
Město je tradičním střediskem zemědělské a vinařské produkce celé oblasti. Profituje zejména z pěstování bílého vína odrůdy Veltlínské zelené a v posledních letech[kdy?] také Chardonnay v údolí Wachau, jež reprezentují desítky vinařů a centrální vinné sklepy (Kloster Und) v budově někdejšího kostela a kláštera kapucínů. Další specialitou je palírna ovocných destilátů Bailloni, proslulá zejména produkcí meruňkových destilátů (40 %), likérů (30 %), sirupů a marmelád. 
Významnou složkou příjmů města je cestovní ruch, včetně vyhlídkové lodní dopravy po Dunaji z Kremže do Melku.

## Pamětihodnosti
- Gozzoburg, městský palác královského soudce z druhé poloviny 13. století s pozoruhodnými freskami
- Göglhaus, měšťanský dům s arkýřem a kaplí z doby kolem 1500
- Městská brána do čtvrti Stein (Steintor) z konce 15. století je ikonou města
- Prašná věž (Pulverturm), zbytek městského opevnění z roku 1477
- Farní kostel sv. Víta, založený roku 1014 s věží ze 13. století, důkladně přestavěn v letech 1616–1630 s bohatou výzdobou a zařízením z 18. století. Oltářní obrazy maloval zdejší malíř Johann Martin Schmidt, zvaný Kremžský Schmidt („Kremser Schmidt“).
- Piaristický kostel P. Marie (Frauenbergkirche), halová stavba z konce 15. století, v 17. století přestavěná jezuity, s mohutnou věží
- Gotický kostel s bývalým klášterem dominikánů ze 13. století, dnes městské muzeum
- Špitální kostel sv. Filipa a Jakuba, pozdně gotická jednolodní stavba s věží z roku 1470
- Farní kostel sv. Mikuláše ve čtvrti Stein, trojlodní hala z 15. století se starším chórem a nápadnou věží
- Gotický kostel s bývalým klášterem minoritů ve Steinu, dnes koncertní a výstavní prostor

### Galerie

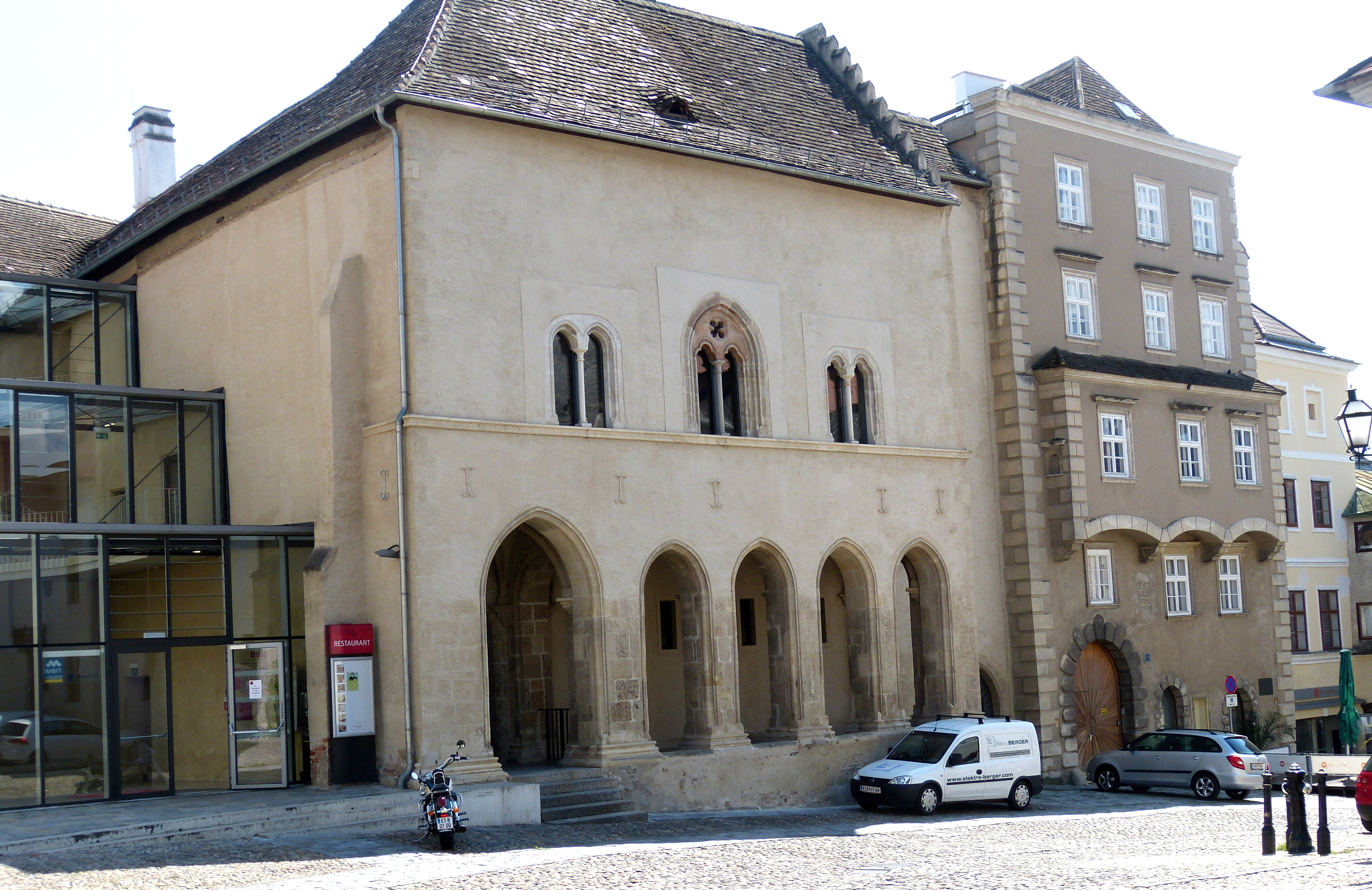
Gozzoburg, palác soudce Gozzo (postaven kolem roku 1260)
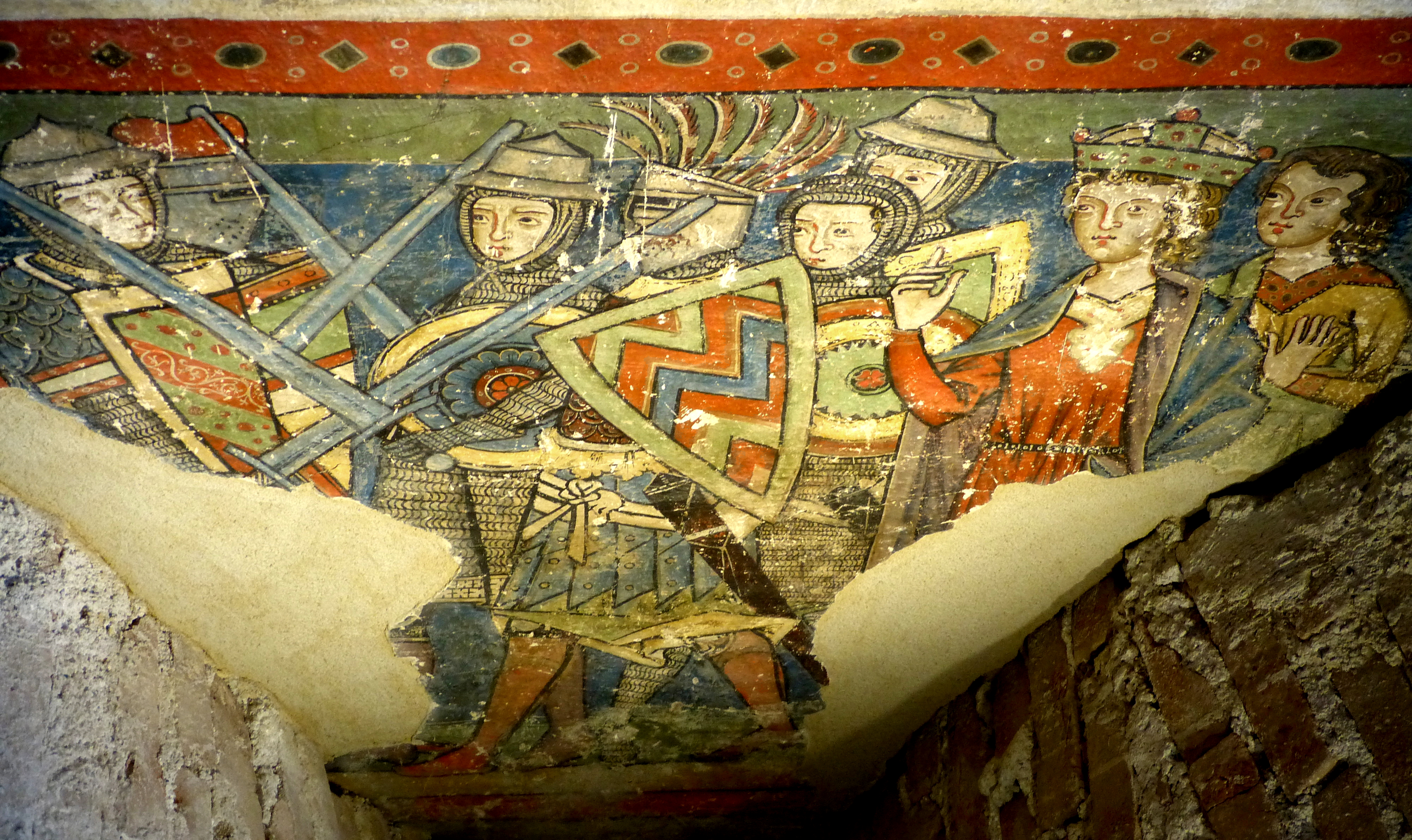
Gozzoburg, sál s freskami
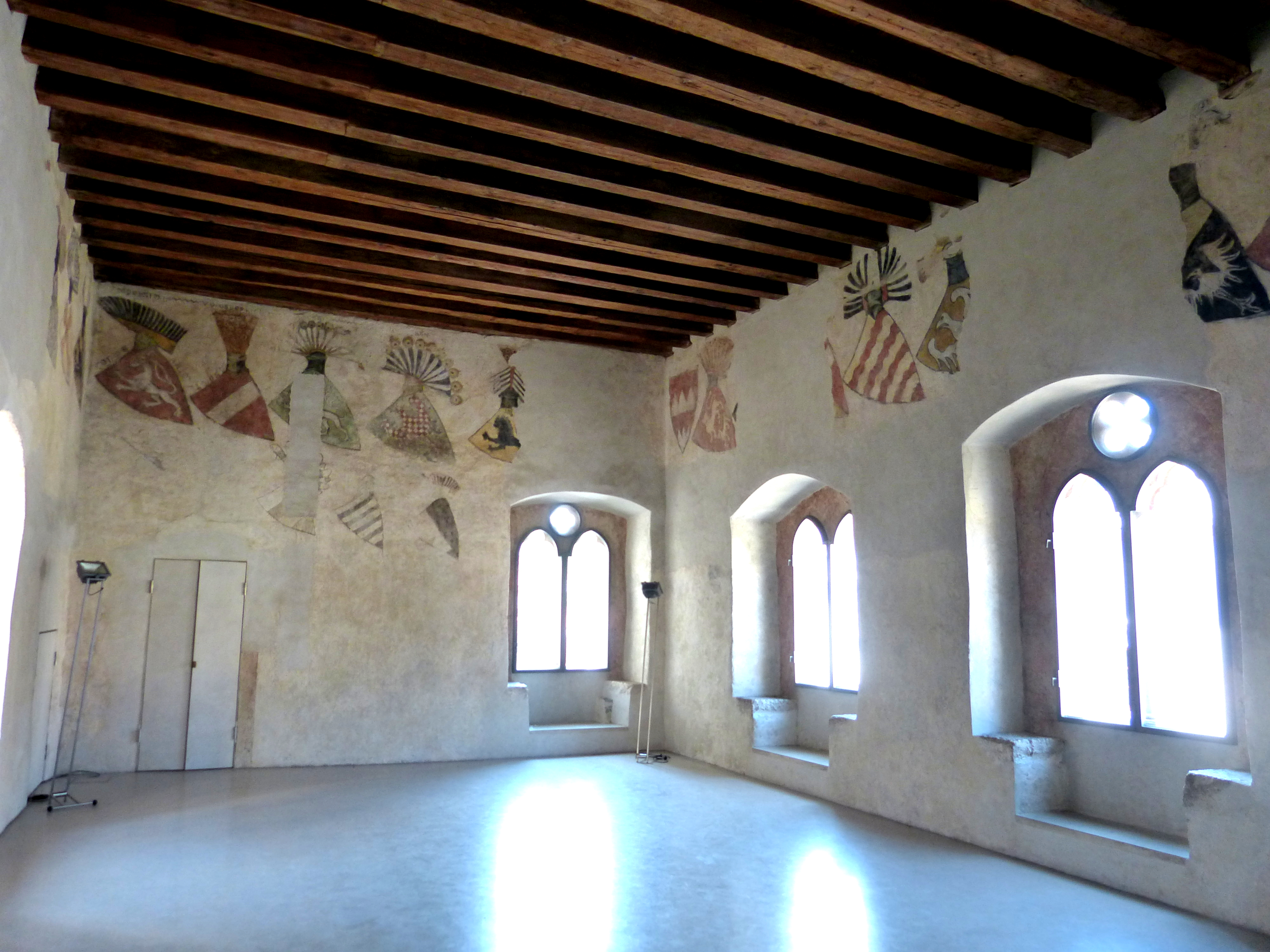
Gozzoburg, znaky (český lev první zleva, moravská orlice čtvrtá zleva)
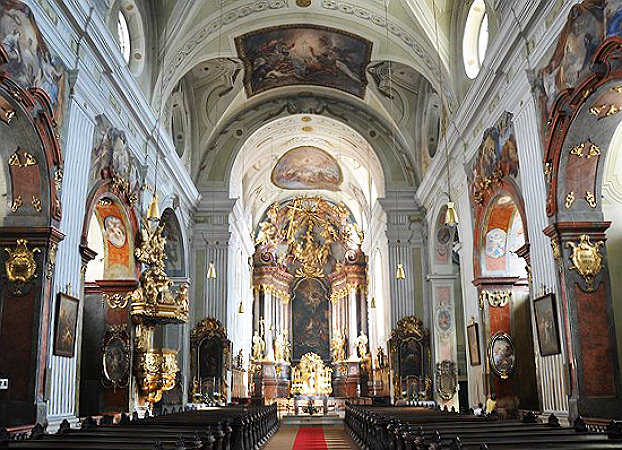
Farní kostel sv. Víta, interiér
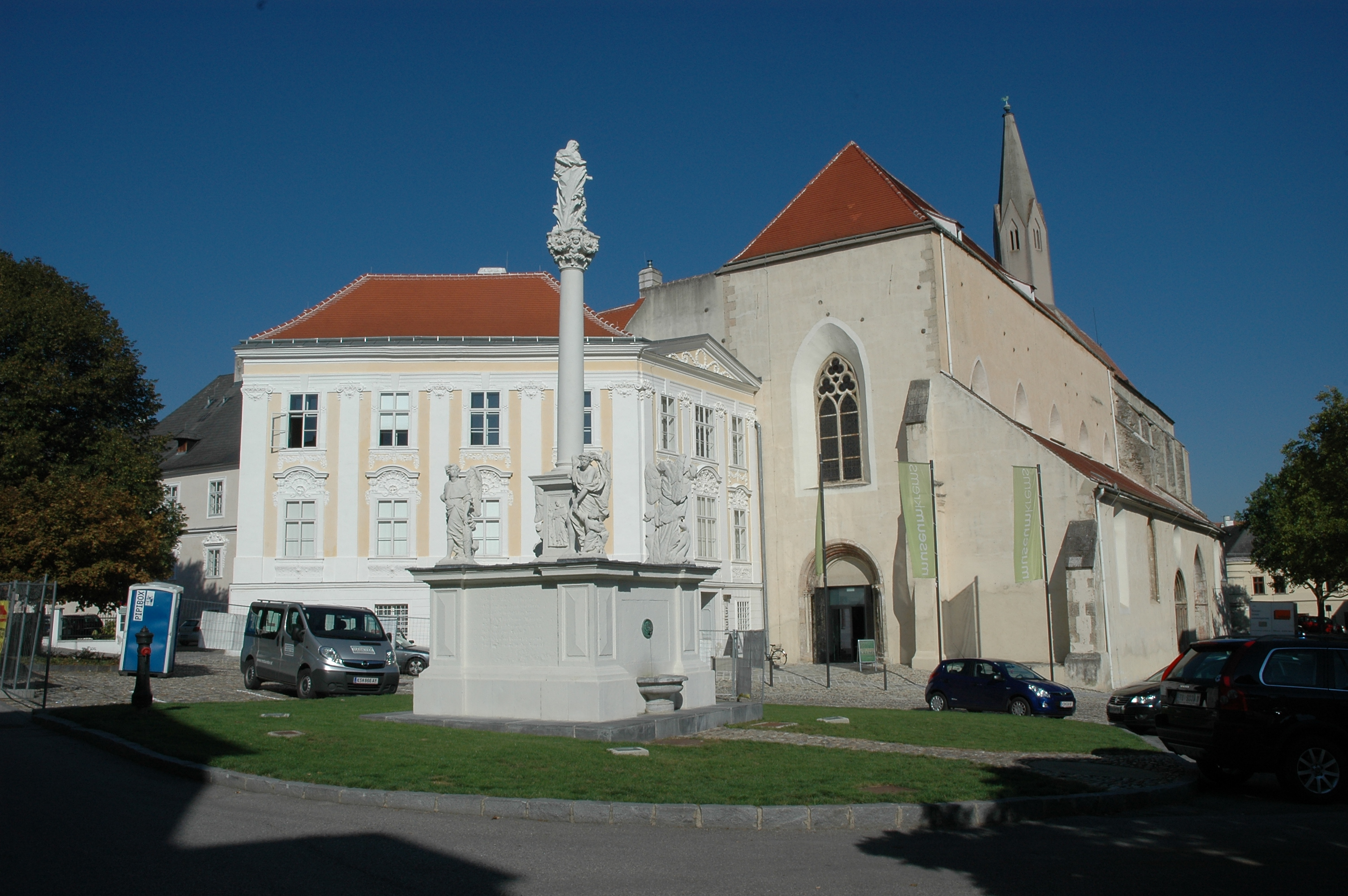
Dominikánský klášter a kostel, nyní městské muzeum

## Muzea
- Vinařské muzeum
- Muzeum karikatury
- Kunsthalle – muzeum současného umění

## Osobnosti města
- Martin Johann Schmidt (1718–1801), zvaný Kremžský Schmidt („Kremser Schmidt“), malíř
- Wilhelm Miklas (1872–1956), politik, 3. prezident Rakouska
- Gregor Hradetzky (1909–1984), kanoista a varhanář

## Partnerská města
- Ribe, Dánsko (1971) [3]
- Böblingen, Německo (1971)
- Beaune, Francie (1973)
- Pasov, Německo (1974)
- Kroměříž, Česko (1994)
- Grapevine, Spojené státy americké (1999)